# Niewischgraben
Der Niewischgraben ist ein rechter Zufluss der Osterbek am südlichen Rand von Hamburg-Bramfeld.
Er entspringt nordwestlich des Rückhaltebeckens der Osterbek, verläuft nahezu parallel zur Osterbek Richtung Osten und mündet nahe der Werner-Otto-Straße in die Osterbek.
Er ist teilweise stark versandet, weshalb die anliegenden Grundstücke nicht richtig entwässert werden.